# Emmany Kalombo

Emmany Mukana Kalombo est un boxeur international congolais, né en République démocratique du Congo le 6 février 1994, évoluant en Afrique du Sud dans la catégorie des super-welters,,.

## Carrière professionnelle
Ayant émigré en Afrique du Sud en 2014, il fait ses débuts professionnels le 15 août 2015 dans un combat contre Garth Noot. Emmany Kalombo remporte ce combat par KO technique (TKO).
Surnommé Le Général, il est considéré comme outsider avant son combat pour le titre WBF Intercontinental des poids super-welters qui l'oppose au champion sud-africain Nkululeko Mhlongo le 23 mars 2018 à Johannesbourg. Pourtant, au début du 5e round, il inflige un KO à son adversaire et est plébiscité en tant que boxeur du mois de mars par cette fédération,,,.
Emmany Kalombo compte à son actif quinze combats professionnels pour quatorze victoires et une défaite. Le 3 avril 2021, il perd son premier combat qui est son 15e contre Israil Madrimov à l’Humo Arena (en) de Tachkent en Ouzbékistan.